# So zärtlich war Suleyken
So zärtlich war Suleyken ist die erste Kurzgeschichtensammlung von Siegfried Lenz. Sie erschien 1955 im Verlag Hoffmann und Campe. Der Band besteht aus 20 Geschichten, deren Handlung im ländlichen Masuren, hauptsächlich in dem fiktiven Dorf Suleyken, angesiedelt ist. Mehrere Figuren tauchen in verschiedenen Geschichten auf, andere nur in einer.

## Stil und Erzählperspektive
Die Handlung gleitet immer wieder vom Realistischen ins Karikaturenhafte, beinahe Absurde ab. Ein Beispiel dafür ist die Geschichte Duell in kurzem Schafspelz, in der zwei Männer aus benachbarten Dörfern sich in ihren Pferdeschlitten auf einem Waldweg begegnen. Da keiner ausweichen will, bleiben sie über Monate dort und werden von den Bewohnern ihres jeweiligen Dorfes mit Nahrung versorgt. Erst wegen des geplanten Baus einer Bahnstrecke werden beide mit einem Kran abtransportiert.
Durch eine teils mundartlich geprägte, dem Masurischen angelehnte Wortwahl und kurze kommentierende Einschübe („Kennt vielleicht schon jemand die Geschichte? Gut, dann will ich sie erzählen.“) wird ein mündlicher Erzählvorgang imitiert. Das wird noch dadurch unterstützt, dass der Erzähler seine verwandtschaftlichen Beziehungen zu einigen Figuren erwähnt und deutlich macht, selbst in Suleyken aufgewachsen zu sein. Der Erzähler spielt aber in keiner Geschichte eine Rolle für den Fortgang der Handlung, sodass man von einer Mischform bzw. einem Wechsel zwischen beobachtendem Ich-Erzähler und auktorialem Er-Erzähler sprechen kann.

## Nachwort
In einem mit „Diskrete Auskunft über Masuren“ überschriebenen Nachwort stellt der Autor klar, dass das erwähnte Dorf ebenso wie die geschilderten Ereignisse fiktiv sind; es gibt also keine direkte Übereinstimmung mit dem realen Dorf Suleyken. Er skizziert seine Sicht der masurischen Mentalität und erklärt, die Geschichten seien „zwinkernde Liebeserklärungen an [sein] Land“ sowie „kleine Erkundungen der masurischen Seele“. Daher habe er „methodisch übertrieben“, um das Charakteristische der Menschen zum Vorschein zu bringen.

## Verfilmung
Vom 20. Dezember 1971 an lief im deutschen Fernsehen eine 13-teilige Fernsehserie gleichen Namens, in der Lenz als Erzähler mitwirkte.